# دينيس أوليتش
دينيس أوليتش (بالإنجليزية: Dennis Oliech)‏ ، من مواليد 2 فبراير 1985 في نيروبي في كينيا، لاعب كرة قدم كيني.
و هو يلعب مع منتخب كينيا لكرة القدم.

## روابط خارجية
- دينيس أوليتش على موقع الاتحاد الدولي (مؤرشف)  (الإنجليزية)
- دينيس أوليتش على موقع رابطة كرة القدم الفرنسية للمحترفين (الإنجليزية)
- دينيس أوليتش على موقع قاعدة بيانات كرة القدم.إي يو (الإنجليزية)
- دينيس أوليتش على موقع ناشيونال فوتبول تيمز (الإنجليزية)
- دينيس أوليتش على موقع Soccerway.com (الإنجليزية)
- دينيس أوليتش على موقع عالم كرة القدم.نت (الإنجليزية)
- دينيس أوليتش على موقع كووورة
- دينيس أوليتش على موقع AS.com (الإسبانية)